# Bourseul
Bourseul is een gemeente in het Franse departement Côtes-d'Armor, in de regio Bretagne. De plaats maakt deel uit van het arrondissement Dinan. Bourseul telde op 1 januari 2022 1.247 inwoners.

## Geografie
De oppervlakte van Bourseul bedroeg op 1 januari 2022 22,23 vierkante kilometer; de bevolkingsdichtheid was toen 56,1 inwoners per km².
De onderstaande kaart toont de ligging van Bourseul met de belangrijkste infrastructuur en aangrenzende gemeenten.

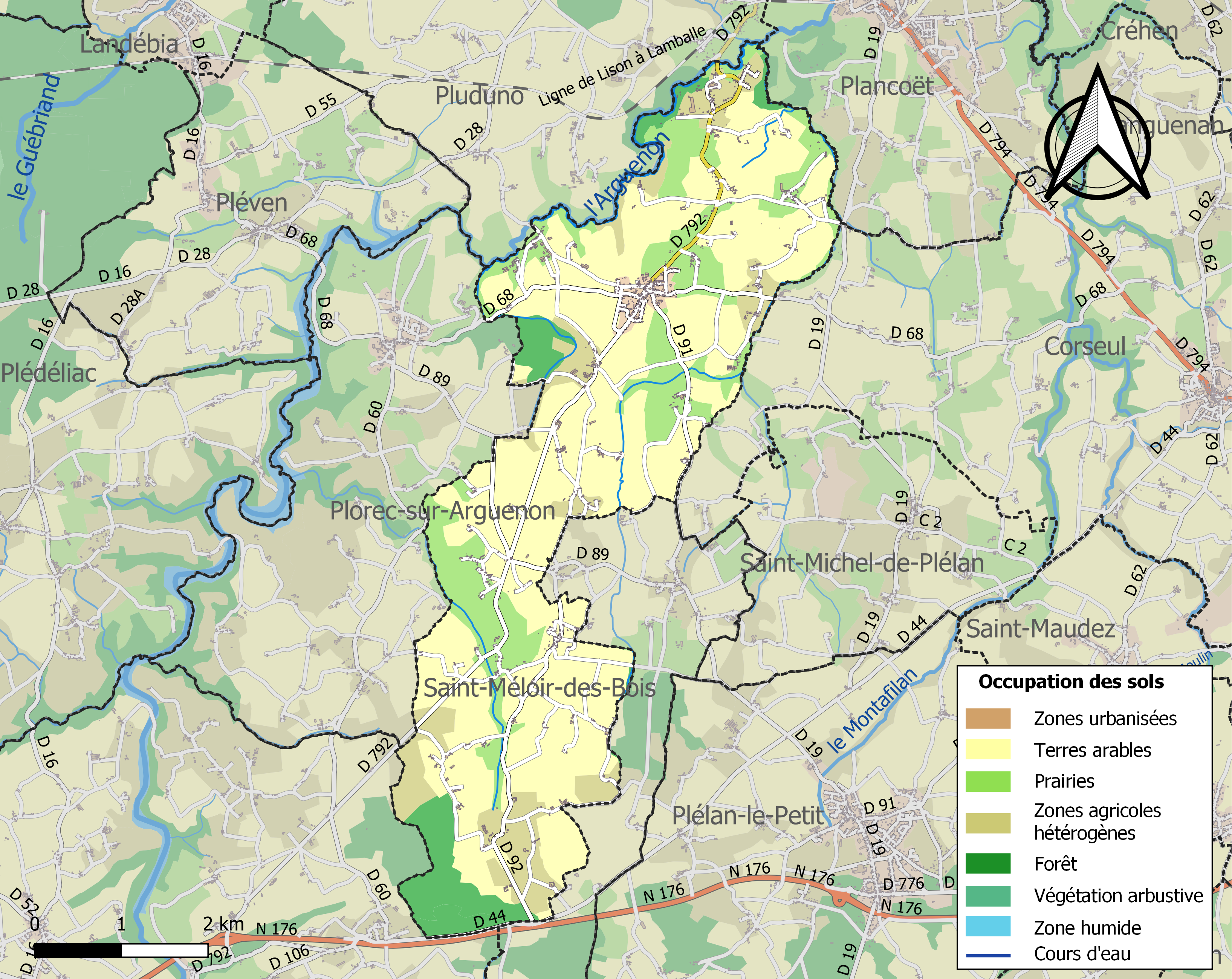

## Demografie
Onderstaande figuur toont het verloop van het inwonertal (bron: INSEE-tellingen).

## Geboren in Bourseul
- Désiré Letort (1943-2012), wielrenner